# Ruské vrtulníky
Ruské vrtulníky (rusky Вертолёты России, anglicky Russian Helicopters) je ruský státní holding, sjednocující všechny ruské výrobce vrtulníků. V roce 2015 byly Ruské vrtulníky co do tržeb 23. největší zbrojařskou firmou světa, v samotném Rusku se umístily na 3. místě za koncerny Almaz-Antej a Sjednocená letecká korporace.
Ruské vrtulníky se zabývají sériovou produkcí, modernizací, servisem a opravami vrtulníků.
Jedná se o dceřinou společnost firmy Oboronprom (zastřešující ještě ruské výrobce pohonných jednotek a obráběcích strojů), spadající do státní korporace Rostěch.

## Struktura
Holding Ruské vrtulníky je tvořen především těmito organizacemi:
- Moskevský vrtulníkový závod M. L. Mila (Tomilino)
- Kamov (Ljubercy)
- Ulan-udský letecký závod (Ulan-Ude)
- Kazaňský vrtulníkový závod (Kazaň)
- Rostvertol (Rostov na Donu)
- Progress (Arseňjev)

## Výroba
Sériově vyráběné vrtulníky:
- Kazaň Ansat
- Kamov Ka-226T
- Kamov Ka-27
- Kamov Ka-31
- Kamov Ka-32A11BC
- Kamov Ka-52 Aligátor
- Mil Mi-8
- Mil Mi-17 a Mil Mi-171
- Mil Mi-26T
- Mil Mi-24
- Mil Mi-28H Noční lovec
- Mil Mi-35M

Vyvíjené vrtulníky:
- Kamov Ka-62
- Mil Mi-171A2
- Mil Mi-38

Ukazatele aktivity Ruských vrtulníků:
|                                    | 2007 | 2008   | 2009   | 2010   | 2011    | 2012         | 2013                         | 2014           | 2015           |
| ---------------------------------- | ---- | ------ | ------ | ------ | ------- | ------------ | ---------------------------- | -------------- | -------------- |
| Celkem vyrobeno vrtulníků          | 102  | 169    | 183    | 214    | 262     | 290 (dodáno) | 275 (dodáno), 303 (vyrobeno) | 271 (vyrobeno) | 212 (vyrobeno) |
| - z toho zakázky pro ruskou armádu | 20   | 25     | 25     | 59     | 90      | 127          | >100                         |                |                |
| Tržby (mld. rublů)                 |      | 31,698 | 47,305 | 67,202 | 103,938 | 125,749      | 138,263                      | 169,842        | 219,972        |
| - z toho za komerční zakázky       |      | 14,814 | 19,044 | 19,302 | 23,479  | 17,054       | 26,943                       | 20,413         |                |
| - z toho za vojenské zakázky       |      | 16,884 | 28,261 | 47,9   | 80,459  | 108,695      | 111,32                       | 149,429        |                |
| Zisk (mld. rublů)                  |      | 1,934  | 3,884  | 5,904  | 6,985   | 9,442        | 9,473                        | 20,712         | 42,198         |